# Multipotence
Multipotence je pojem označující vlastnost kmenové buňky vztahující se k její diferenciační kapacitě.
Multipotentní kmenová buňka je schopna diferenciace (dělení) do mnoha typů buněk, ale pouze v rámci daného typu tkáně (resp. orgánu). Příkladem multipotentní buňky je tzv. hematopoetická kmenová buňka či mezenchymální kmenová buňka.